# 弗林 (澳大利亞國會選區)
弗林選區（英語：Division of Flynn），是澳大利亞昆士蘭州的下議院選區，位於中部，以格萊斯頓為中心城市。面積133,063平方公里。
選區始於2006年，名字是紀念皇家飛行醫療服務創辦人約翰·弗林。原先打算以詩人茱迪斯·萊特為名，但由於避免與被判刑的前議員凱思·萊特混淆，故改以弗林為名。2010年，現任議員、工黨的克里斯·崔佛被昆士蘭自由國家黨肯·奧多德擊敗。